# Lapidarij
Lapidarij (lat. Lapidarius = kameni) je naziv za zbirku radova u kamenu, kao što su skulpture i arheološki spomenici. Zbirka može biti samostalna, kad su eksponati izloženi na mjestu gdje su iskopani, ili u okviru povijesnih, arheoloških ili gradskih muzeja. Najčešće su eksponati na otvorenom prostoru oko muzeja ili u dvorištu.
Lapidariji se javljaju već u starih naroda, a česti su od humanizma i renesanse, tako da su praktički začetci muzeja.
Mnogi muzeji u Hrvatskoj imaju lapidarije, na primjer Arheološki muzej u Zagrebu, Gradski muzej u Varaždinu, Augustov hram u Puli, Muzej Lapidarium u Novigradu i Muzej Međimurja u Čakovcu. Prvi lapidarij u Hrvatskoj bio je u Splitu iz 16. stoljeća u kojemu se čuvaju solinski epigrafski spomenici koje su sakupili Marko Marulić i Dmine Papalić.
Jedan od najpoznatijih svjetskih lapidarija je u Vatikanskome muzeju u Rimu.